# Asterocampa lycaon
Asterocampa lycaon är en fjärilsart som beskrevs av Fabricius 1793. Asterocampa lycaon ingår i släktet Asterocampa och familjen praktfjärilar. Inga underarter finns listade i Catalogue of Life.